# Lijst van rijksmonumenten in Spankeren
De plaats Spankeren telt 13 inschrijvingen in het rijksmonumentenregister. Hieronder een overzicht.
| Object | Oorspronkelijke functie?  | Bouwjaar                                       | Architect | Locatie                  | Coördinaten?                | Nr.?   | Afbeelding                                                                      |
| --- | ------------------------- | ---------------------------------------------- | --------- | ------------------------ | --------------------------- | ------ | ------------------------------------------------------------------------------- |
| Burgershoeve | Boerderij                 | 1792                                           |           | Bockhorstweg 8           | 52° 3' 40" NB, 6° 7' 5" OL  | 42131  | Meer afbeeldingen                                                               |
| De Bockhorst | Kasteel, buitenplaats     | 1617 (eerste vermelding)                       |           | Bockhorstweg 12          | 52° 3' 53" NB, 6° 7' 9" OL  | 42132  | De Bockhorst                                                                    |
| Witgepleisterde boerderij. Vensters met luiken en zesruitsschuiframen. Getoogde inrijpoort in de achtergevel van de stal | Boerderij                 | 18e of 19e eeuw                                |           | Dorpsweg 78              | 52° 3' 28" NB, 6° 6' 55" OL | 42133  | Meer afbeeldingen                                                               |
| Nederlands hervormde kerk                                                                                                | Kerk en kerkonderdeel     | 1804 (kerk) 12e eeuw (toren)                   |           | Kerkweg 2                | 52° 3' 28" NB, 6° 6' 53" OL | 42134  | Meer afbeeldingen                                                               |
| Gelderse Toren | Kasteel, buitenplaats     | 1535 (bouw) 1868 (herbouw vanaf 2e verdieping) |           | Zutphensestraatweg 10    | 52° 3' 39" NB, 6° 8' 1" OL  | 42135  | Gelderse Toren                                                                  |
| Dienstwoning in eclectische trant                                                                                        | Dienstwoning              | 1880                                           |           | Zutphensestraatweg 6     | 52° 3' 39" NB, 6° 8' 0" OL  | 519374 | Dienstwoning in eclectische trant                                               |
| Koetshuis behorend bij de historische buitenplaats 'De gelderse toren'                                                   | Bijgebouwen kastelen enz. | 1870                                           |           | Zutphensestraatweg 10    | 52° 3' 42" NB, 6° 8' 5" OL  | 519375 | Koetshuis behorend bij de historische buitenplaats 'De gelderse toren'          |
| Dienstwoning (f)in eclectische trant                                                                                     | Dienstwoning              | 1870-1890                                      |           | Zutphensestraatweg 4     | 52° 3' 36" NB, 6° 7' 58" OL | 519376 | Upload foto                                                                     |
| Orangerie heeft een rechthoekige grondvorm en in kruisverband gemetselde gevels                                          | Tuin, park en plantsoen   | 1880                                           |           | Zutphensestraatweg 6     | 52° 3' 39" NB, 6° 8' 0" OL  | 519377 | Orangerie heeft een rechthoekige grondvorm en in kruisverband gemetselde gevels |
| Schuur | Bijgebouwen kastelen enz. | 1868-1872                                      |           | Zutphensestraatweg bij 4 | 52° 3' 36" NB, 6° 7' 58" OL | 519378 | Upload foto                                                                     |
| Keer- annex inlaatsluisje                                                                                                | Waterkering en -doorlaat  | ca. 1895                                       |           | Zutphensestraatweg bij 8 | 52° 3' 39" NB, 6° 8' 0" OL  | 519381 | Upload foto                                                                     |
| Keer- annex inlaatsluisje                                                                                                | Waterkering en -doorlaat  | ca. 1895                                       |           | Zutphensestraatweg bij 8 | 52° 3' 39" NB, 6° 8' 0" OL  | 519382 | Upload foto                                                                     |
| De Geldersche Toren | Tuin, park en plantsoen   | 1718                                           |           | Zutphensestraatweg bij 8 | 52° 3' 39" NB, 6° 8' 0" OL  | 519383 | De Geldersche Toren                                                             |